# KAZURAMOS
KAZURAMOS（カズラモス）は、MIRU、テグジュペリ、TsudioStudioからなる、獣の着ぐるみで正体を隠した3人の男女によるユニット。

## 概要
2011年頃より活動を開始、2014年2月にデビューアルバム「surf」を発売。
メンバーのTsudioStudioが神戸在住のため、東京の2人とはほぼ会わないでデータのやりとりのみで曲を制作することから、「ネット・ネイティブ世代のバンド」と評される。

## メンバー
- MIRU - ヴォーカル&キーボード
- テグジュペリ - サウンドクリエーター
- Tsudio Studio - サウンドクリエイター

## ディスコグラフィー

### アルバム
- surf（2014年2月12日）